# Szorbinsav
Nem tévesztendő össze az aszkorbinsavval, a C-vitaminnal.
| Szorbinsav |                                 |
| Szorbinsav |                                 |
| |                                 |
| \| \| \| |                                 |
| |                                 |
| IUPAC-név | (2E,4E)-hexa-2,4-diénsav        |
| Kémiai azonosítók                                                                                               |                                 |
| CAS-szám | 110-44-1                        |
| PubChem | 643460                          |
| ChemSpider | 558605                          |
| EINECS-szám | 203-768-7                       |
| ChEBI | 38358                           |
| SMILES | CC=CC=CC(=O)O                   |
| InChIKey | WSWCOQWTEOXDQX-MQQKCMAXSA-N     |
| Beilstein | 1098547                         |
| Gmelin | 260824                          |
| UNII | X045WJ989B                      |
| ChEMBL | CHEMBL250212                    |
| Kémiai és fizikai tulajdonságok                                                                                 |                                 |
| Kémiai képlet                                                                                                   | C6H8O2                          |
| Moláris tömeg                                                                                                   | 112,12 g/mol                    |
| Olvadáspont | 135 °C                          |
| Forráspont | 228 °C (bomlik)                 |
| Veszélyek |                                 |
| EU osztályozás                                                                                                  | Irritatív (Xi)                  |
| R mondatok | R36/37/38                       |
| S mondatok | S22, S24/25                     |
| LD50 | 7360 mg/kg (patkány, szájon át) |
| Ha másként nem jelöljük, az adatok az anyag standardállapotára (100 kPa) és 25 °C-os hőmérsékletre vonatkoznak. |                                 |
| |                                 |

A szorbinsav (E200) egy, a természetben is megtalálható szerves vegyület, melyet élelmiszerekben tartósítószerként használnak. Először a madárberkenyéből (Sorbus aucuparia) sikerült izolálni, nevét is innen kapta. A VIII. Magyar Gyógyszerkönyvben  Acidum sorbicum     néven hivatalos.  

## Felhasználás
A szorbinsavat és sóit (nátrium-szorbát, kálium-szorbát, kalcium-szorbát) az élelmiszerekben mikroba-pusztító hatásuk miatt tartósítószerként használják, meggátolva ezzel az esetlegesen az élelmiszerbe került penész vagy más gombafajták elszaporodását. Általában inkább a szorbinsav sóit használják, jobb vízoldékony tulajdonságuk miatt. A tartósítószerek számára optimális a 6,5 és ez alatti pH érték, és a 0,025%–0,10%-os töménység. A szorbinsav sóit alkalmazva az élelmiszernek megváltozhat a pH értéke, így ez utólagos módosítást igényel.
A szorbinsav  és sói E-száma: 
- E200 szorbinsav
- E201 nátrium-szorbát
- E202 kálium-szorbát
- E203 kalcium-szorbát

Néhány penészfaj (például a Trichoderma és a Penicillium törzsek), valamint egyes élesztőfajok le tudják bontani a szorbinsavat (dekarboxiláció), így transz-1,3-pentadiént előállítva. Ez az anyag adja a kerozin és a petróleum jellegzetes szagát. Más alternatív lebontási folyamat következtében 4-hexenol és 4-hexénsav keletkezhet.